# Wilczomleczowate
Wilczomleczowate (Euphorbiaceae Juss.) – rodzina drzew, krzewów, krzewinek, roślin zielnych i sukulentów łodygowych. Zalicza się do niej 218 rodzajów z około 6200-6700 gatunkami rosnącymi głównie w tropikach, ale o ogólnym zasięgu niemal kosmopolitycznym (brak tych roślin tylko w obszarach okołobiegunowych). W Polsce dziko rośnie ok. 20 gatunków z dwóch rodzajów szczyr (Mercurialis) i wilczomlecz (Euphorbia). Do przedstawicieli o dużym znaczeniu użytkowym należą zwłaszcza jadalne: maniok jadalny Manihot esculenta i Plukenetia volubilis, kauczukodajny kauczukowiec brazylijski Hevea brasiliensis, olejodajne: rącznik pospolity, Caryodendron orinocense i jatrofa przeczyszczająca Jatropha curcas. Liczne gatunki są poza tym źródłem wosków, barwników, drewna, uprawiane są jako rośliny ozdobne (np. wilczomlecz nadobny zwany poinsecją, trójskrzyn pstry zwany krotonem) i wykorzystywane jako rośliny lecznicze.

## Morfologia
PokrójRośliny jednoroczne i byliny, krzewy i drzewa, wrzosopodobne krzewinki, rzadko pnącza, zwykle zawierające sok mleczny (biały u Euphorbioideae, u pozostałych o różnych barwach lub przejrzysty). Wielu przedstawicieli ma budowę gruboszowatą, nierzadko podobną do kaktusowatych. Pokryte bywają włoskami prostymi, rozgałęzionymi (w tym charakterystycznymi dla malpigiowców włoskami przypominającymi igłę kompasu (T-kształtnymi) i gwiazdkowatymi) lub łuskami. U licznych gatunków liście zredukowane, a ich funkcję asymilacyjną przejmuje łodyga.
LiścieO bardzo zróżnicowanym kształcie: pojedyncze, trójlistkowe lub złożone pierzasto, ogonkowe i bezogonkowe, wyrastające naprzeciwlegle, skrętolegle lub okółkowo, bez przylistków lub z przylistkami, zwykle gruczołowato owłosionymi. Gruczołki są też nierzadkie na blaszce liściowej i ogonkach.
KwiatyZebrane są w bardzo zróżnicowane kwiatostany (rzadko kwiaty są pojedyncze), często wsparte zmodyfikowanymi liśćmi podkwiatostanowymi (podsadkami). U wilczomleczy i roślin spokrewnionych występują specyficzne kwiatostany zwane cyjaciami. Zawierają one jeden, centralnie umieszczony, jednosłupkowy kwiat żeński i wokół niego liczne jednopręcikowe i bezokwiatowe kwiaty męskie. Cały taki kwiatostan otoczony jest jak gdyby okwiatem złożonym z 5 podsadek. Kwiaty w całej rodzinie są jednopłciowe, często z bardzo zredukowanym okwiatem. Działki kielicha, jeśli występują, to jest ich zwykle od dwóch do sześciu (rzadko do 120). Płatków korony najczęściej brak, ale jeśli są to w liczbie czterech lub pięciu. Pręciki występują w liczbie jednego lub wielu, o nitkach wolnych lub zrośniętych, czasem obecne są także prątniczki. Zalążnia jest zwykle trójkomorowa (rzadko dwu- lub czterokomorowa), górna i zwieńczona wolnymi, rozdzielonymi, rzadko zrośniętymi szyjkami słupka, często rozwidlonymi na szczycie.
OwoceNajczęściej pękająca torebka, rzadziej niepękająca lub jagoda czy też pestkowiec. Nasiona często z osnówką, dzięki której rozsiewane są przez mrówki.

## Systematyka i ewolucja
W przeszłości rodzina była szerzej definiowana i obejmowała rośliny wyodrębnione obecnie jako rodziny Peraceae, Phyllanthaceae, Picrodendraceae, Putranjivaceae. Przodkowie rodziny Euphorbiaceae wyodrębnili się około 90–102 miliony lat temu, podrodzina Acalyphoideae oddzieliła się około 70 milionów lat temu, a Euphorbioideae około 50 milionów lat temu. Najstarszą linią rozwojową (kladem bazalnym) w obrębie rodziny jest podrodzina Cheilosioideae.  
Pozycja systematyczna według APweb (aktualizowany system APG IV z 2016)
Rodzina siostrzana dla bukietnicowatych (Rafflesiaceae), zaliczana do obszernego rzędu malpigiowców (Malpighiales) i wraz z nim do kladu różowych w obrębie okrytonasiennych.
|  | Goupiaceae             |
|  |                        |
|  | Violaceae – fiołkowate |
|  |                        |

|  | Passifloraceae – męczennicowate                                              |
|  |                                                                              |
|  | \| \| Lacistemataceae \| \| \| \| \| \| Salicaceae – wierzbowate \| \| \| \| |
|  |                                                                              |
|  | Lacistemataceae                                                              |
|  |                                                                              |
|  | Salicaceae – wierzbowate                                                     |
|  |                                                                              |

|  | Lacistemataceae          |
|  |                          |
|  | Salicaceae – wierzbowate |
|  |                          |

|  | Goupiaceae             |
|  |                        |
|  | Violaceae – fiołkowate |
|  |                        |

|  | Passifloraceae – męczennicowate                                              |
|  |                                                                              |
|  | \| \| Lacistemataceae \| \| \| \| \| \| Salicaceae – wierzbowate \| \| \| \| |
|  |                                                                              |
|  | Lacistemataceae                                                              |
|  |                                                                              |
|  | Salicaceae – wierzbowate                                                     |
|  |                                                                              |

|  | Lacistemataceae          |
|  |                          |
|  | Salicaceae – wierzbowate |
|  |                          |

|  | Goupiaceae             |
|  |                        |
|  | Violaceae – fiołkowate |
|  |                        |

|  | Passifloraceae – męczennicowate                                              |
|  |                                                                              |
|  | \| \| Lacistemataceae \| \| \| \| \| \| Salicaceae – wierzbowate \| \| \| \| |
|  |                                                                              |
|  | Lacistemataceae                                                              |
|  |                                                                              |
|  | Salicaceae – wierzbowate                                                     |
|  |                                                                              |

|  | Lacistemataceae          |
|  |                          |
|  | Salicaceae – wierzbowate |
|  |                          |

|  | Goupiaceae             |
|  |                        |
|  | Violaceae – fiołkowate |
|  |                        |

|  | Passifloraceae – męczennicowate                                              |
|  |                                                                              |
|  | \| \| Lacistemataceae \| \| \| \| \| \| Salicaceae – wierzbowate \| \| \| \| |
|  |                                                                              |
|  | Lacistemataceae                                                              |
|  |                                                                              |
|  | Salicaceae – wierzbowate                                                     |
|  |                                                                              |

|  | Lacistemataceae          |
|  |                          |
|  | Salicaceae – wierzbowate |
|  |                          |

|  | Goupiaceae             |
|  |                        |
|  | Violaceae – fiołkowate |
|  |                        |

|  | Passifloraceae – męczennicowate                                              |
|  |                                                                              |
|  | \| \| Lacistemataceae \| \| \| \| \| \| Salicaceae – wierzbowate \| \| \| \| |
|  |                                                                              |
|  | Lacistemataceae                                                              |
|  |                                                                              |
|  | Salicaceae – wierzbowate                                                     |
|  |                                                                              |

|  | Lacistemataceae          |
|  |                          |
|  | Salicaceae – wierzbowate |
|  |                          |

|  | Goupiaceae             |
|  |                        |
|  | Violaceae – fiołkowate |
|  |                        |

|  | Passifloraceae – męczennicowate                                              |
|  |                                                                              |
|  | \| \| Lacistemataceae \| \| \| \| \| \| Salicaceae – wierzbowate \| \| \| \| |
|  |                                                                              |
|  | Lacistemataceae                                                              |
|  |                                                                              |
|  | Salicaceae – wierzbowate                                                     |
|  |                                                                              |

|  | Lacistemataceae          |
|  |                          |
|  | Salicaceae – wierzbowate |
|  |                          |

|  | Goupiaceae             |
|  |                        |
|  | Violaceae – fiołkowate |
|  |                        |

|  | Passifloraceae – męczennicowate                                              |
|  |                                                                              |
|  | \| \| Lacistemataceae \| \| \| \| \| \| Salicaceae – wierzbowate \| \| \| \| |
|  |                                                                              |
|  | Lacistemataceae                                                              |
|  |                                                                              |
|  | Salicaceae – wierzbowate                                                     |
|  |                                                                              |

|  | Lacistemataceae          |
|  |                          |
|  | Salicaceae – wierzbowate |
|  |                          |

|  | Goupiaceae             |
|  |                        |
|  | Violaceae – fiołkowate |
|  |                        |

|  | Passifloraceae – męczennicowate                                              |
|  |                                                                              |
|  | \| \| Lacistemataceae \| \| \| \| \| \| Salicaceae – wierzbowate \| \| \| \| |
|  |                                                                              |
|  | Lacistemataceae                                                              |
|  |                                                                              |
|  | Salicaceae – wierzbowate                                                     |
|  |                                                                              |

|  | Lacistemataceae          |
|  |                          |
|  | Salicaceae – wierzbowate |
|  |                          |

|  | Peraceae                                                                                            |
|  | |
|  | \| \| Rafflesiaceae – bukietnicowate \| \| \| \| \| \| Euphorbiaceae – wilczomleczowate \| \| \| \| |
|  | |
|  | Rafflesiaceae – bukietnicowate                                                                      |
|  | |
|  | Euphorbiaceae – wilczomleczowate                                                                    |
|  | |

|  | Rafflesiaceae – bukietnicowate   |
|  |                                  |
|  | Euphorbiaceae – wilczomleczowate |
|  |                                  |

|  | Phyllanthaceae – liściokwiatowate |
|  |                                   |
|  | Picrodendraceae                   |
|  |                                   |

|  | Linaceae – lnowate |
|  |                    |
|  | Ixonanthaceae      |
|  |                    |

|  | Phyllanthaceae – liściokwiatowate |
|  |                                   |
|  | Picrodendraceae                   |
|  |                                   |

|  | Linaceae – lnowate |
|  |                    |
|  | Ixonanthaceae      |
|  |                    |

|  | Peraceae                                                                                            |
|  | |
|  | \| \| Rafflesiaceae – bukietnicowate \| \| \| \| \| \| Euphorbiaceae – wilczomleczowate \| \| \| \| |
|  | |
|  | Rafflesiaceae – bukietnicowate                                                                      |
|  | |
|  | Euphorbiaceae – wilczomleczowate                                                                    |
|  | |

|  | Rafflesiaceae – bukietnicowate   |
|  |                                  |
|  | Euphorbiaceae – wilczomleczowate |
|  |                                  |

|  | Phyllanthaceae – liściokwiatowate |
|  |                                   |
|  | Picrodendraceae                   |
|  |                                   |

|  | Linaceae – lnowate |
|  |                    |
|  | Ixonanthaceae      |
|  |                    |

|  | Phyllanthaceae – liściokwiatowate |
|  |                                   |
|  | Picrodendraceae                   |
|  |                                   |

|  | Linaceae – lnowate |
|  |                    |
|  | Ixonanthaceae      |
|  |                    |

|  | Goupiaceae             |
|  |                        |
|  | Violaceae – fiołkowate |
|  |                        |

|  | Passifloraceae – męczennicowate                                              |
|  |                                                                              |
|  | \| \| Lacistemataceae \| \| \| \| \| \| Salicaceae – wierzbowate \| \| \| \| |
|  |                                                                              |
|  | Lacistemataceae                                                              |
|  |                                                                              |
|  | Salicaceae – wierzbowate                                                     |
|  |                                                                              |

|  | Lacistemataceae          |
|  |                          |
|  | Salicaceae – wierzbowate |
|  |                          |

|  | Goupiaceae             |
|  |                        |
|  | Violaceae – fiołkowate |
|  |                        |

|  | Passifloraceae – męczennicowate                                              |
|  |                                                                              |
|  | \| \| Lacistemataceae \| \| \| \| \| \| Salicaceae – wierzbowate \| \| \| \| |
|  |                                                                              |
|  | Lacistemataceae                                                              |
|  |                                                                              |
|  | Salicaceae – wierzbowate                                                     |
|  |                                                                              |

|  | Lacistemataceae          |
|  |                          |
|  | Salicaceae – wierzbowate |
|  |                          |

|  | Goupiaceae             |
|  |                        |
|  | Violaceae – fiołkowate |
|  |                        |

|  | Passifloraceae – męczennicowate                                              |
|  |                                                                              |
|  | \| \| Lacistemataceae \| \| \| \| \| \| Salicaceae – wierzbowate \| \| \| \| |
|  |                                                                              |
|  | Lacistemataceae                                                              |
|  |                                                                              |
|  | Salicaceae – wierzbowate                                                     |
|  |                                                                              |

|  | Lacistemataceae          |
|  |                          |
|  | Salicaceae – wierzbowate |
|  |                          |

|  | Goupiaceae             |
|  |                        |
|  | Violaceae – fiołkowate |
|  |                        |

|  | Passifloraceae – męczennicowate                                              |
|  |                                                                              |
|  | \| \| Lacistemataceae \| \| \| \| \| \| Salicaceae – wierzbowate \| \| \| \| |
|  |                                                                              |
|  | Lacistemataceae                                                              |
|  |                                                                              |
|  | Salicaceae – wierzbowate                                                     |
|  |                                                                              |

|  | Lacistemataceae          |
|  |                          |
|  | Salicaceae – wierzbowate |
|  |                          |

|  | Goupiaceae             |
|  |                        |
|  | Violaceae – fiołkowate |
|  |                        |

|  | Passifloraceae – męczennicowate                                              |
|  |                                                                              |
|  | \| \| Lacistemataceae \| \| \| \| \| \| Salicaceae – wierzbowate \| \| \| \| |
|  |                                                                              |
|  | Lacistemataceae                                                              |
|  |                                                                              |
|  | Salicaceae – wierzbowate                                                     |
|  |                                                                              |

|  | Lacistemataceae          |
|  |                          |
|  | Salicaceae – wierzbowate |
|  |                          |

|  | Goupiaceae             |
|  |                        |
|  | Violaceae – fiołkowate |
|  |                        |

|  | Passifloraceae – męczennicowate                                              |
|  |                                                                              |
|  | \| \| Lacistemataceae \| \| \| \| \| \| Salicaceae – wierzbowate \| \| \| \| |
|  |                                                                              |
|  | Lacistemataceae                                                              |
|  |                                                                              |
|  | Salicaceae – wierzbowate                                                     |
|  |                                                                              |

|  | Lacistemataceae          |
|  |                          |
|  | Salicaceae – wierzbowate |
|  |                          |

|  | Goupiaceae             |
|  |                        |
|  | Violaceae – fiołkowate |
|  |                        |

|  | Passifloraceae – męczennicowate                                              |
|  |                                                                              |
|  | \| \| Lacistemataceae \| \| \| \| \| \| Salicaceae – wierzbowate \| \| \| \| |
|  |                                                                              |
|  | Lacistemataceae                                                              |
|  |                                                                              |
|  | Salicaceae – wierzbowate                                                     |
|  |                                                                              |

|  | Lacistemataceae          |
|  |                          |
|  | Salicaceae – wierzbowate |
|  |                          |

|  | Goupiaceae             |
|  |                        |
|  | Violaceae – fiołkowate |
|  |                        |

|  | Passifloraceae – męczennicowate                                              |
|  |                                                                              |
|  | \| \| Lacistemataceae \| \| \| \| \| \| Salicaceae – wierzbowate \| \| \| \| |
|  |                                                                              |
|  | Lacistemataceae                                                              |
|  |                                                                              |
|  | Salicaceae – wierzbowate                                                     |
|  |                                                                              |

|  | Lacistemataceae          |
|  |                          |
|  | Salicaceae – wierzbowate |
|  |                          |

|  | Peraceae                                                                                            |
|  | |
|  | \| \| Rafflesiaceae – bukietnicowate \| \| \| \| \| \| Euphorbiaceae – wilczomleczowate \| \| \| \| |
|  | |
|  | Rafflesiaceae – bukietnicowate                                                                      |
|  | |
|  | Euphorbiaceae – wilczomleczowate                                                                    |
|  | |

|  | Rafflesiaceae – bukietnicowate   |
|  |                                  |
|  | Euphorbiaceae – wilczomleczowate |
|  |                                  |

|  | Phyllanthaceae – liściokwiatowate |
|  |                                   |
|  | Picrodendraceae                   |
|  |                                   |

|  | Linaceae – lnowate |
|  |                    |
|  | Ixonanthaceae      |
|  |                    |

|  | Phyllanthaceae – liściokwiatowate |
|  |                                   |
|  | Picrodendraceae                   |
|  |                                   |

|  | Linaceae – lnowate |
|  |                    |
|  | Ixonanthaceae      |
|  |                    |

|  | Peraceae                                                                                            |
|  | |
|  | \| \| Rafflesiaceae – bukietnicowate \| \| \| \| \| \| Euphorbiaceae – wilczomleczowate \| \| \| \| |
|  | |
|  | Rafflesiaceae – bukietnicowate                                                                      |
|  | |
|  | Euphorbiaceae – wilczomleczowate                                                                    |
|  | |

|  | Rafflesiaceae – bukietnicowate   |
|  |                                  |
|  | Euphorbiaceae – wilczomleczowate |
|  |                                  |

|  | Phyllanthaceae – liściokwiatowate |
|  |                                   |
|  | Picrodendraceae                   |
|  |                                   |

|  | Linaceae – lnowate |
|  |                    |
|  | Ixonanthaceae      |
|  |                    |

|  | Phyllanthaceae – liściokwiatowate |
|  |                                   |
|  | Picrodendraceae                   |
|  |                                   |

|  | Linaceae – lnowate |
|  |                    |
|  | Ixonanthaceae      |
|  |                    |

Podział rodziny i wykaz rodzajów w układzie systematycznym
W obrębie rodziny wyróżnia się następujące podrodziny:
|  | Acalyphoideae                                                   |
|  |                                                                 |
|  | \| \| Crotonoideae \| \| \| \| \| \| Euphorbioideae \| \| \| \| |
|  |                                                                 |
|  | Crotonoideae                                                    |
|  |                                                                 |
|  | Euphorbioideae                                                  |
|  |                                                                 |

|  | Crotonoideae   |
|  |                |
|  | Euphorbioideae |
|  |                |

|  | Acalyphoideae                                                   |
|  |                                                                 |
|  | \| \| Crotonoideae \| \| \| \| \| \| Euphorbioideae \| \| \| \| |
|  |                                                                 |
|  | Crotonoideae                                                    |
|  |                                                                 |
|  | Euphorbioideae                                                  |
|  |                                                                 |

|  | Crotonoideae   |
|  |                |
|  | Euphorbioideae |
|  |                |

|  | Acalyphoideae                                                   |
|  |                                                                 |
|  | \| \| Crotonoideae \| \| \| \| \| \| Euphorbioideae \| \| \| \| |
|  |                                                                 |
|  | Crotonoideae                                                    |
|  |                                                                 |
|  | Euphorbioideae                                                  |
|  |                                                                 |

|  | Crotonoideae   |
|  |                |
|  | Euphorbioideae |
|  |                |

|  | Acalyphoideae                                                   |
|  |                                                                 |
|  | \| \| Crotonoideae \| \| \| \| \| \| Euphorbioideae \| \| \| \| |
|  |                                                                 |
|  | Crotonoideae                                                    |
|  |                                                                 |
|  | Euphorbioideae                                                  |
|  |                                                                 |

|  | Crotonoideae   |
|  |                |
|  | Euphorbioideae |
|  |                |

Podrodzina Cheilosoideae K. Wurdack & Petra Hoffmann (występują w Mjanmie i Malezji)
- Cheilosa Blume
- Neoscortechinia Pax

Podrodzina Acalyphoideae Kosteletzky s. str. (liczne rodzaje, głównie z tropików spośród których najliczniejsze w gatunki są: Acalypha (430 gatunków), Macaranga (240), Tragia (170), Mallotus (140), Dalechampia (115) i Claoxylon (80). Należy tu także rodzaj szczyr (Mercurialis) reprezentowany we florze Europy Środkowej)
Plemię Acalypheae

- Acalypha L. – pokrzywiec
- Adriana Gaudich.
- Avellanita Phil.
- Claoxylopsis Leandri
- Cleidion Blume
- Clonostylis S. Moore

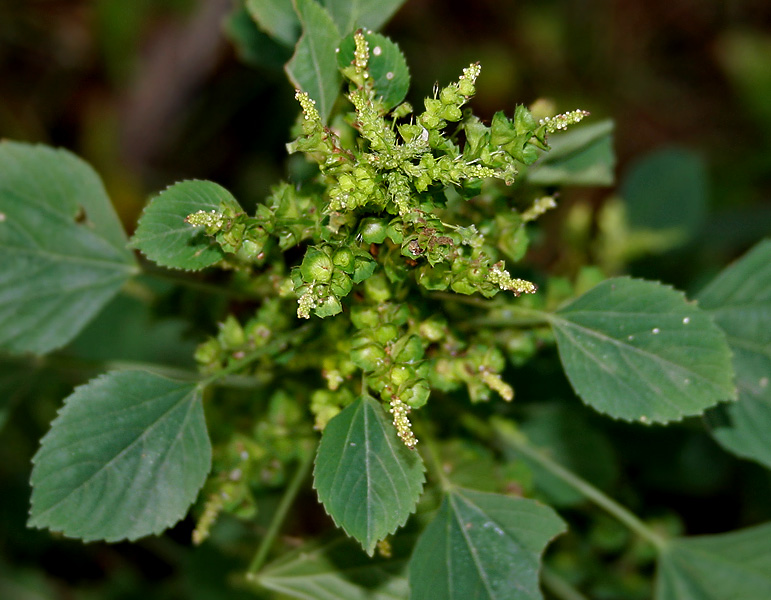
Acalypha indica

- Discoclaoxylon (Müll. Arg.) Pax & K. Hoffm.
- Dysopsis Baill.
- Erythrococca Benth.
- Hancea Seem.
- Homonoia Lour.
- Lasiococca Hook. f.
- Lobanilia Radcl.-Sm.
- Macaranga Thouars
- Mallotus Lour.
- Mareya Baill.
- Mareyopsis Pax & K. Hoffm.
- Mercurialis L. – szczyr
- Micrococca Benth.
- Ricinus L. – rącznik
- Rockinghamia Airy Shaw
- Sampantaea Airy Shaw
- Seidelia Baill.
- Wetria Baill.

Plemię Adelieae
- Adelia L.
- Crotonogynopsis Pax
- Enriquebeltrania Rzed.
- Garciadelia Jestrow & Jiménez Rodr.
- Lasiocroton Griseb.
- Leucocroton Griseb.
- Philyra Klotzsch

Plemię Agrostistachydeae
- Agrostistachys Dalzell
- Chondrostylis Boerl.
- Cyttaranthus J. Léonard

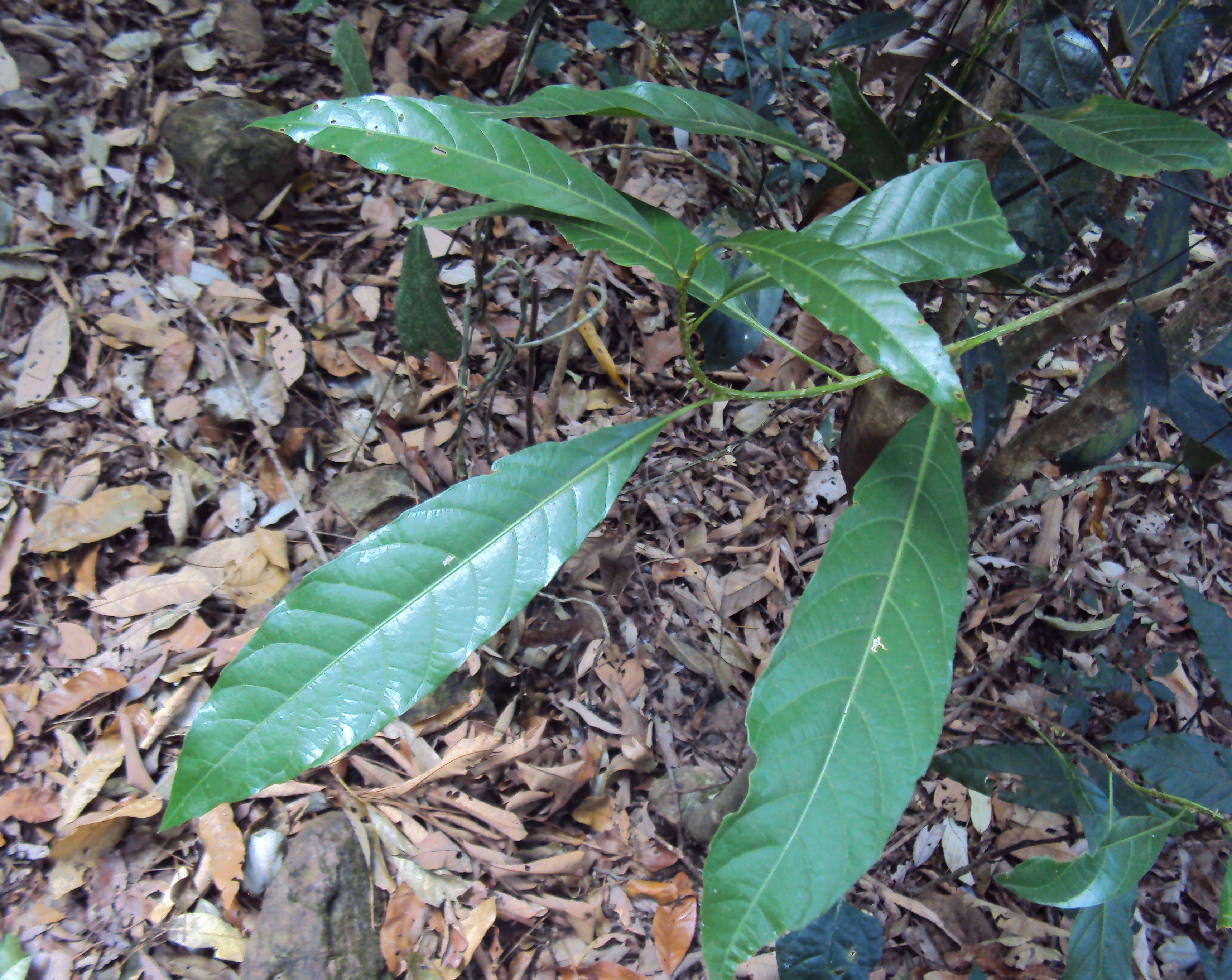
Agrostistachys indica

- Pseudagrostistachys Pax & K. Hoffm.

Plemię Alchorneeae
- Alchornea Sw.
- Aparisthmium Endl.
- Aubletiana J. Murillo
- Bocquillonia Baill.
- Bossera Leandri
- Caelebogyne J. Sm.
- Conceveiba Aubl.
- Gavarretia Baill.
- Orfilea Baill.
- Polyandra Leal

Plemię Ampereeae
- Amperea A. Juss.
- Monotaxis Brongn.

Plemię Bernardieae

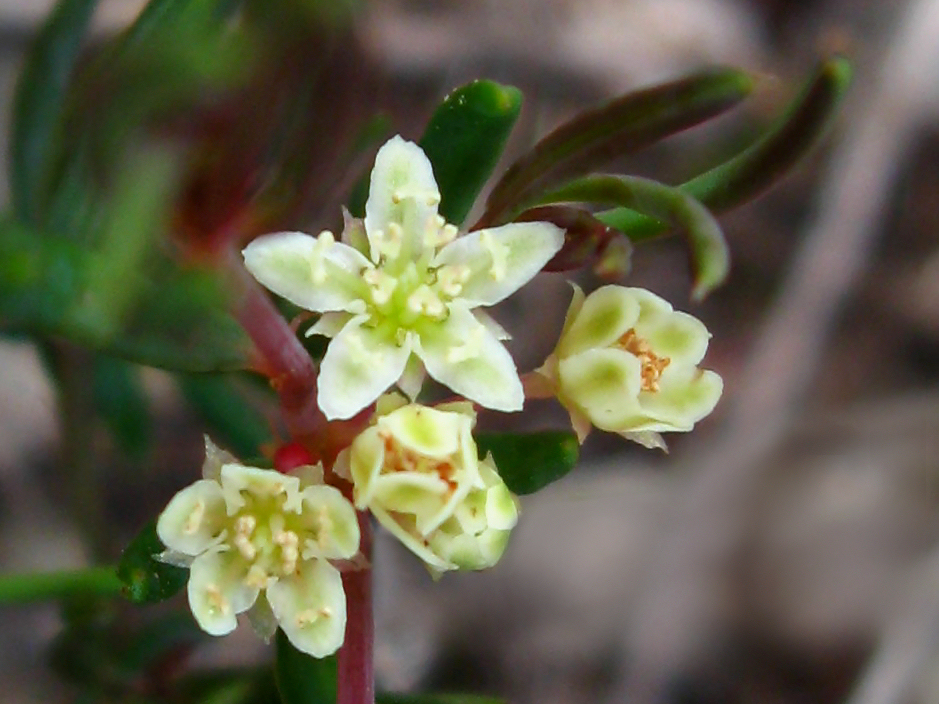
Monotaxis grandiflora

- Adenophaedra (Müll. Arg.) Müll. Arg.
- Amyrea Leandri
- Bernardia Mill.
- Discocleidion (Müll. Arg.) Pax & K. Hoffm.
- Necepsia Prain
- Paranecepsia Radcl.-Sm.

Plemię Caryodendreae
- Alchorneopsis Müll. Arg.
- Caryodendron H. Karst.
- Discoglypremna Prain

Plemię Chrozophoreae
- Argythamnia P. Browne
- Caperonia A. St.-Hil.
- Chiropetalum A. Juss.
- Chrozophora A. Juss.
- Ditaxis Vahl ex A. Juss.
- Doryxylon Zoll.
- Melanolepis Rchb. ex Zoll.
- Speranskia Baill.
- Sumbaviopsis J. J. Sm.
- Thyrsanthera Pierre ex Gagnep.

Plemię Epiprineae
- Adenochlaena Boivin ex Baill.
- Cephalocroton Hochst.
- Cephalocrotonopsis Pax
- Cephalomappa Baill.
- Cladogynos Zipp. ex Span.
- Cleidiocarpon Airy Shaw
- Epiprinus Griff.
- Koilodepas Hassk.
- Symphyllia Baill.

Plemię Erismantheae
- Erismanthus
- Moultonianthus Merr.
- Syndyophyllum Lauterb. & K. Schum.

Plemię Plukenetieae
- Acidoton Sw.
- Angostylis Benth.
- Astrococcus Benth.
- Bia Klotzsch
- Cnesmone Blume
- Dalechampia L.

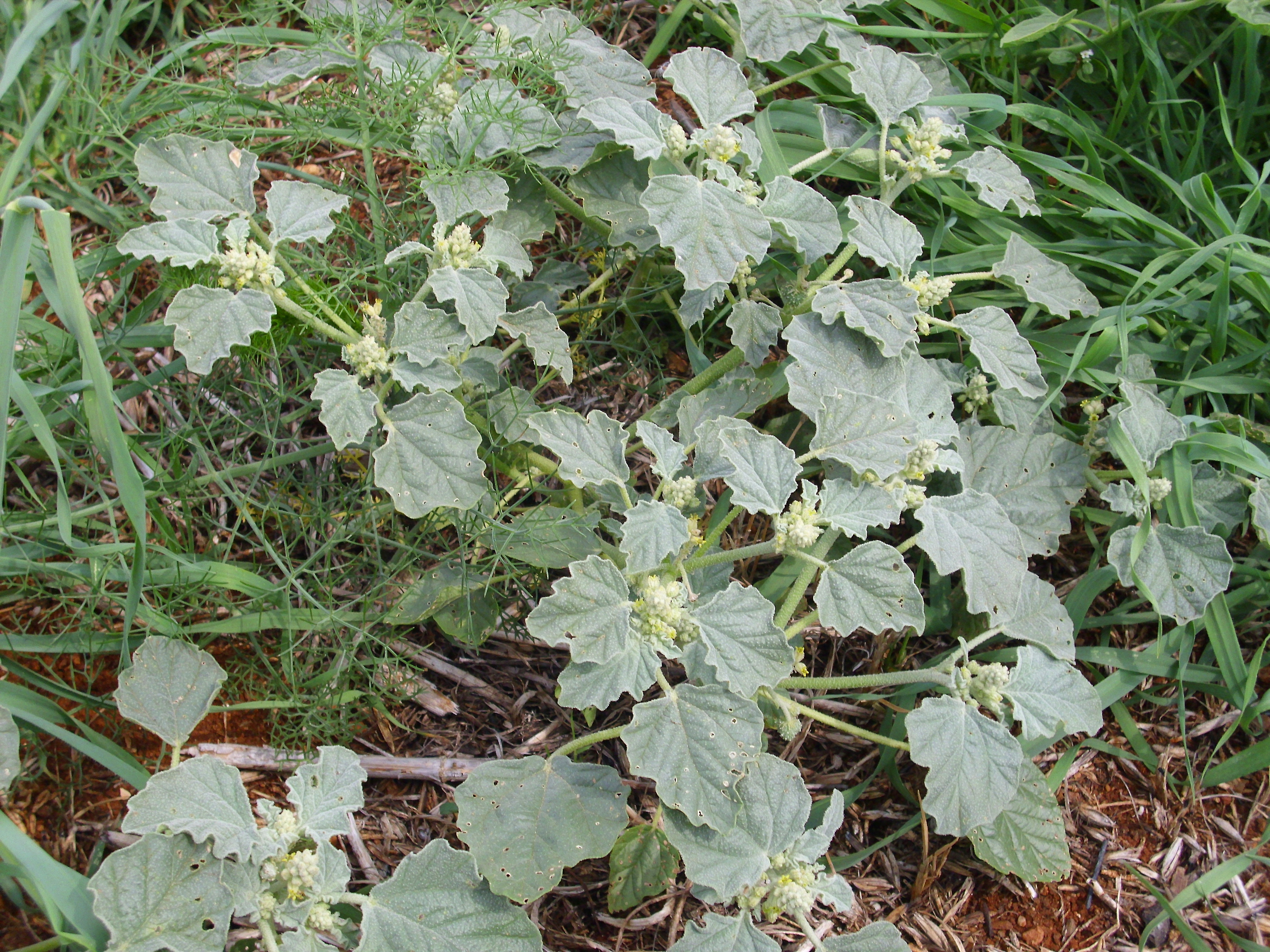
Chrozophora tinctoria

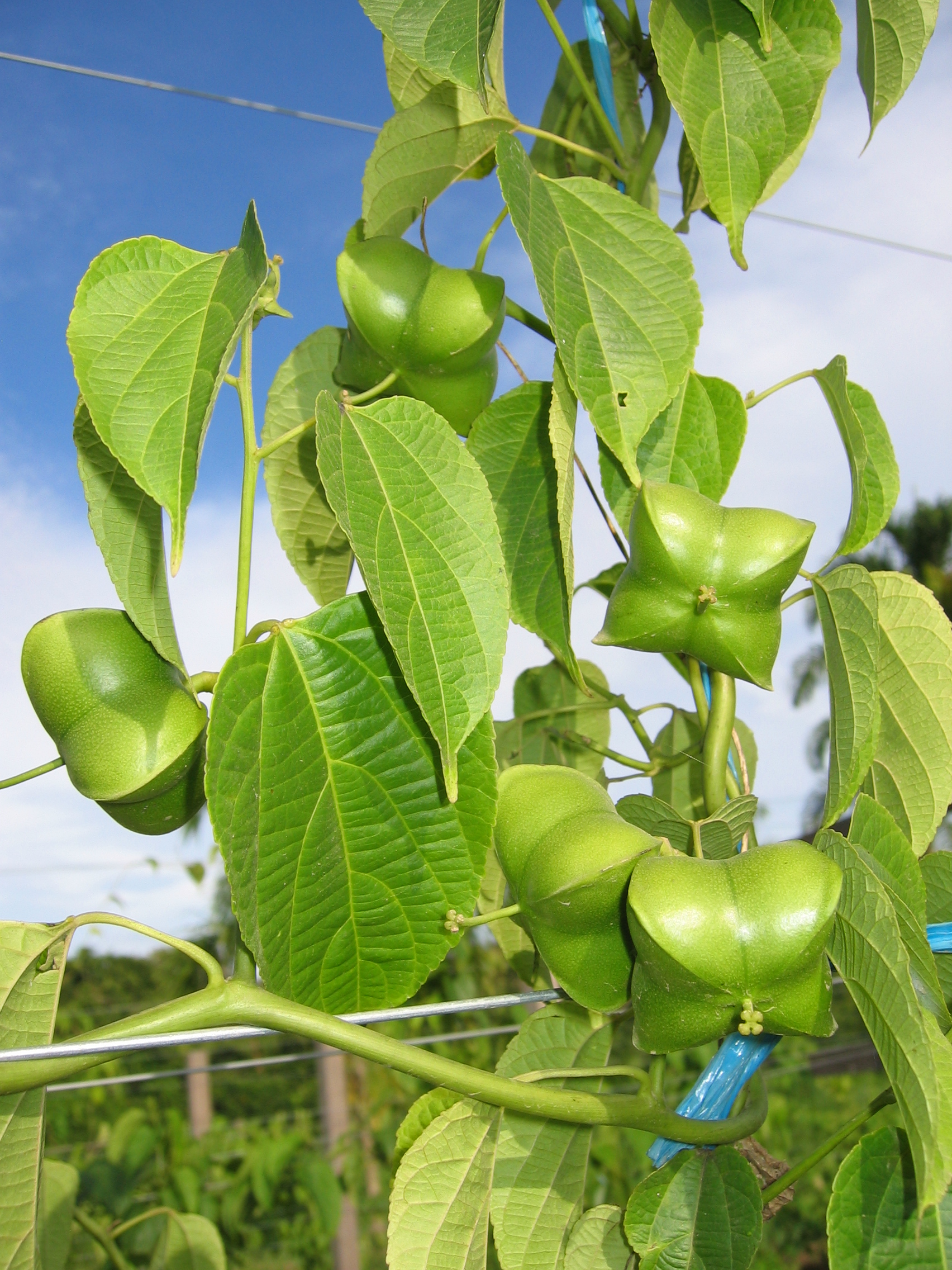
Plukenetia volubilis

- Haematostemon (Müll. Arg.) Pax & K. Hoffm.
- Megistostigma Hook. f.
- Pachystylidium Pax & K. Hoffm.
- Platygyna P. Mercier
- Plukenetia L.
- Romanoa Trevis.
- Sphaerostylis Baill.
- Tragia L.
- Tragiella Pax & K. Hoffm.

Plemię Pycnocomeae
- Argomuellera Pax
- Blumeodendron (Müll. Arg.) Kurz
- Botryophora Hook. f.
- Droceloncia J. Léonard
- Podadenia Thwaites
- Ptychopyxis Miq.
- Pycnocoma Benth.

Plemię Sphyranthereae
- Sphyranthera Hook. f.

Podrodzina Crotonoideae Burmeister (liczne rodzaje, głównie z tropików; należą tu m.in.: Croton (1300 gatunków), Jatropha (175), Manihot (100), Trigonostemon (95), Cnidosculus (75))
Plemię Adenoclineae
- Adenocline Turcz.
- Ditta Griseb.
- Endospermum Benth.
- Glycydendron Ducke
- Klaineanthus Pierre ex Prain
- Omphalea L.
- Tetrorchidium Poepp.

Plemię Aleuritideae
- Aleurites J. R. Forst. & G. Forst. – tung
- Anomalocalyx Ducke
- Benoistia H. Perrier & Leandri
- Cavacoa J. Léonard
- Crotonogyne Müll. Arg.
- Cyrtogonone Prain
- Domohinea Leandri
- Garcia Rohr
- Grossera Pax
- Manniophyton Müll. Arg.
- Neoboutonia Müll. Arg
- Neoholstia Rauschert
- Reutealis Airy Shaw
- Sandwithia Lanj.
- Tannodia Baill.
- Tapoides Airy Shaw
- Vernicia Lour.

Plemię Codiaeeae
- Acidocroton Griseb.
- Baliospermum Blume
- Baloghia Endl.
- Blachia Baill.
- Codiaeum A. Juss. – trójskrzyn
- Dimorphocalyx Thwaites
- Dodecastigma Ducke
- Fontainea Heckel
- Hylandia Airy Shaw
- Ophellantha Standl.
- Ostodes Blume
- Pantadenia Gagnep.
- Parapantadenia Capuron
- Pausandra Radlk.
- Sagotia Baill.
- Strophioblachia Boerl.

Plemię Crotoneae
- Astraea Klotzsch

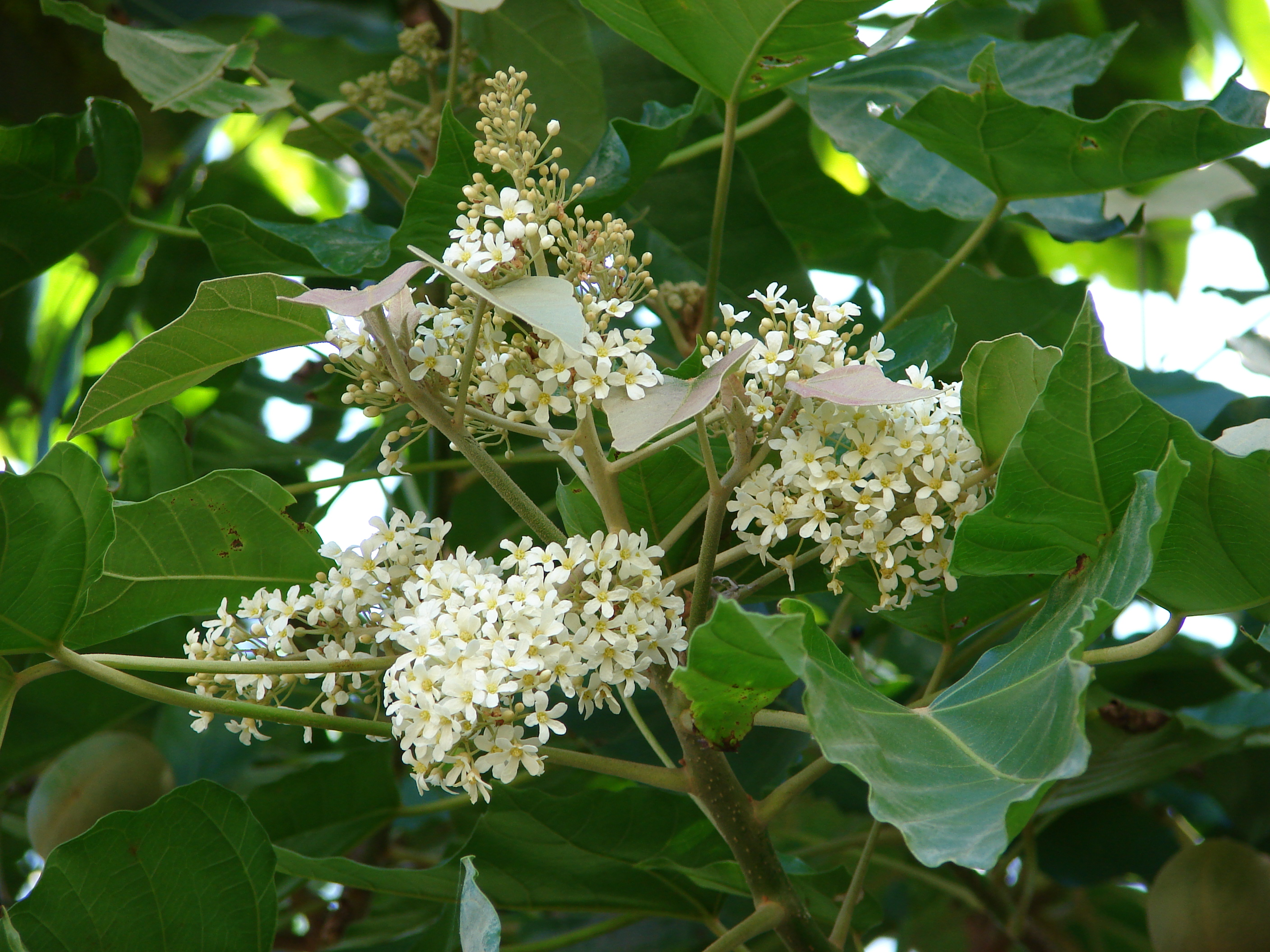
Aleurites moluccana

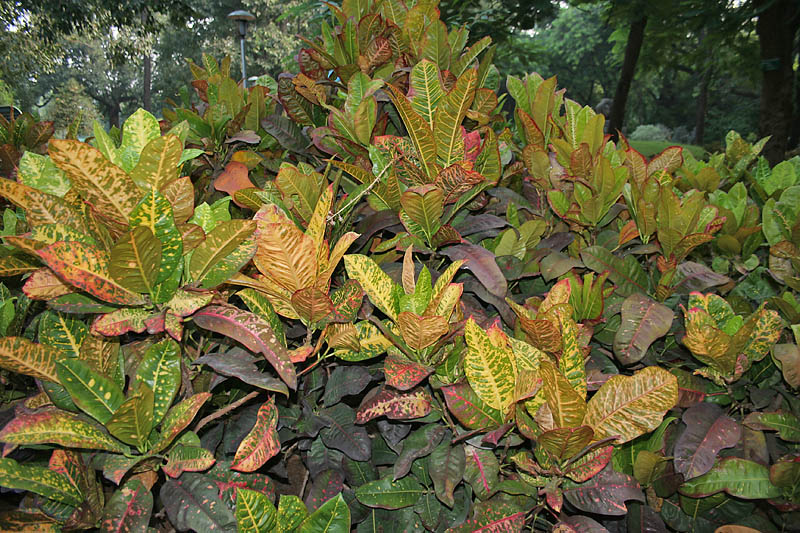
Codiaeum variegatum

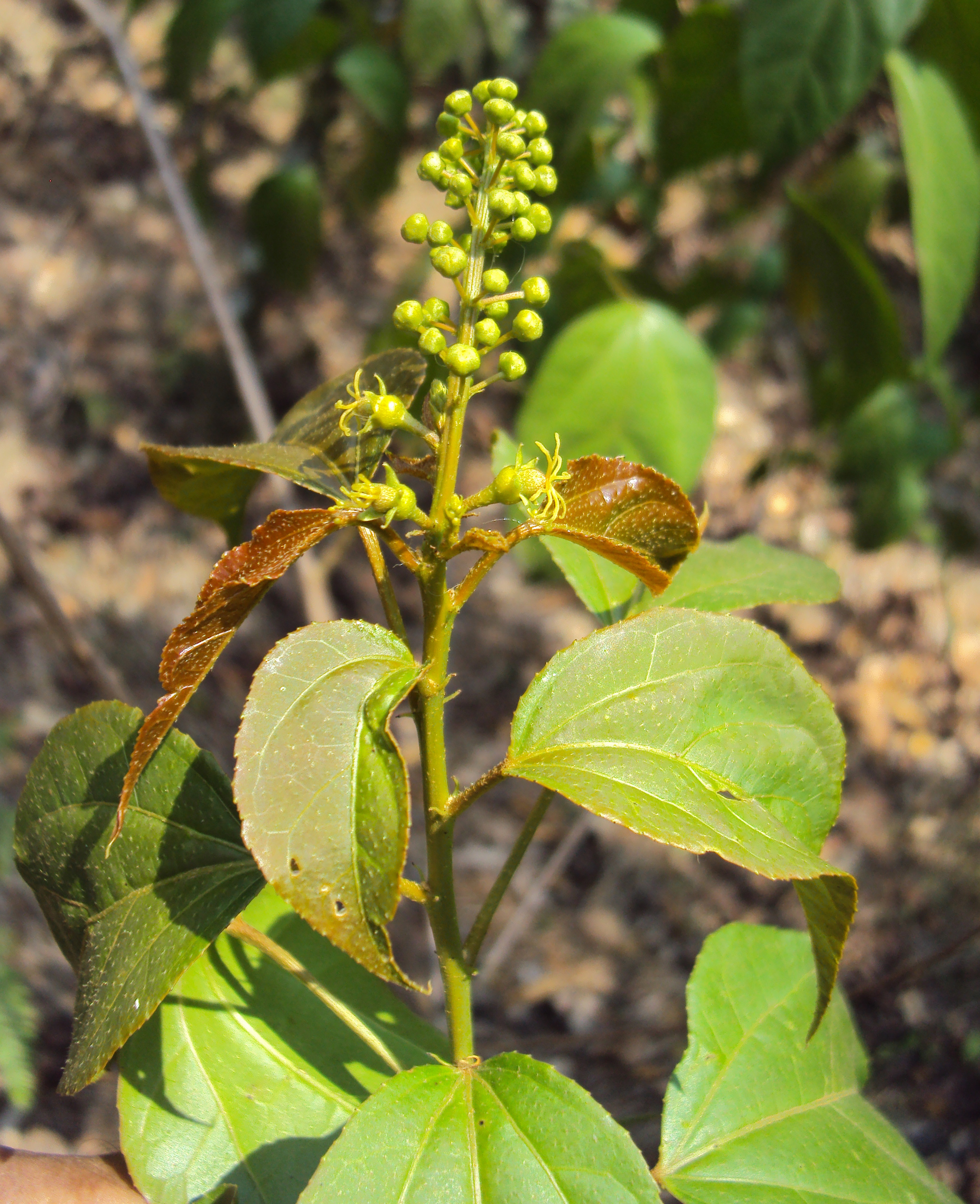
Croton tiglium

- Brasiliocroton P. E. Berry & Cordeiro
- Croton L. – krocień, kroton
- Mildbraedia Pax
- Moacroton Croizat
- Paracroton Miq.

Plemię Elateriospermeae
- Elateriospermum Blume

Plemię Gelonieae
- Cladogelonium Leandri
- Suregada Roxb. ex Rottler

Plemię Jatropheae
- Annesijoa Pax & K. Hoffm.
- Deutzianthus Gagnep.
- Jatropha L. – jatrofa
- Joannesia Vell.
- Leeuwenbergia Letouzey & N. Hallé
- Loerzingia Airy Shaw
- Oligoceras Gagnep.
- Vaupesia R. E. Schult.

Plemię Manihoteae
- Cnidoscolus Pohl
- Manihot Mill. – maniok

Plemię Micrandreae
- Cunuria Baill.
- Hevea Aubl. – kauczukowiec
- Micrandra Benth.
- Micrandropsis W.A. Rodrigues

Plemię Ricinocarpeae
- Alphandia Baill.
- Bertya Planch.
- Beyeria Miq.
- Borneodendron Airy Shaw
- Cocconerion Baill.
- Myricanthe Airy Shaw
- Ricinocarpos Desf.

Plemię Ricinodendreae
- Givotia Griff.
- Ricinodendron Müll. Arg.

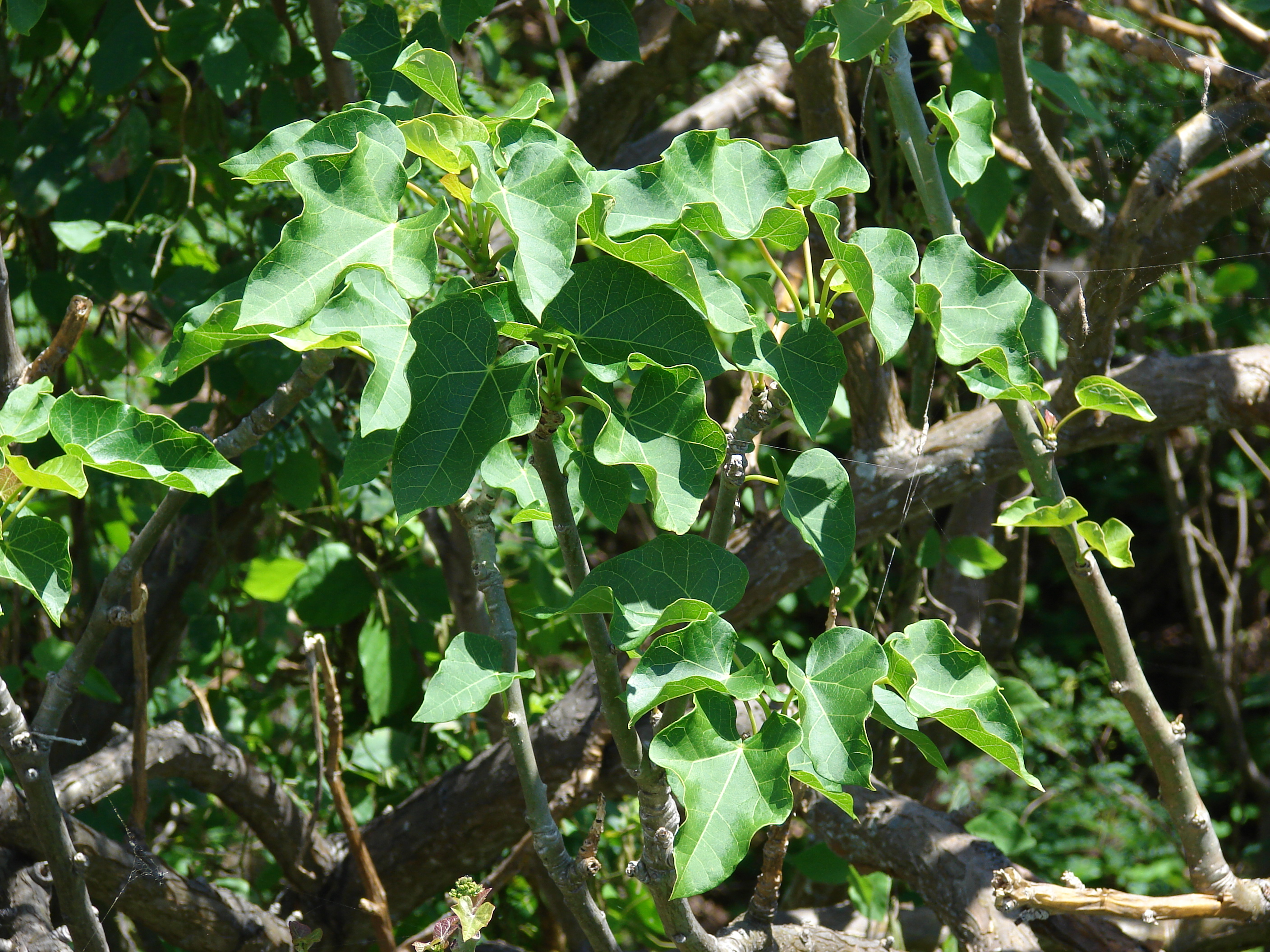
Jatropha curcas

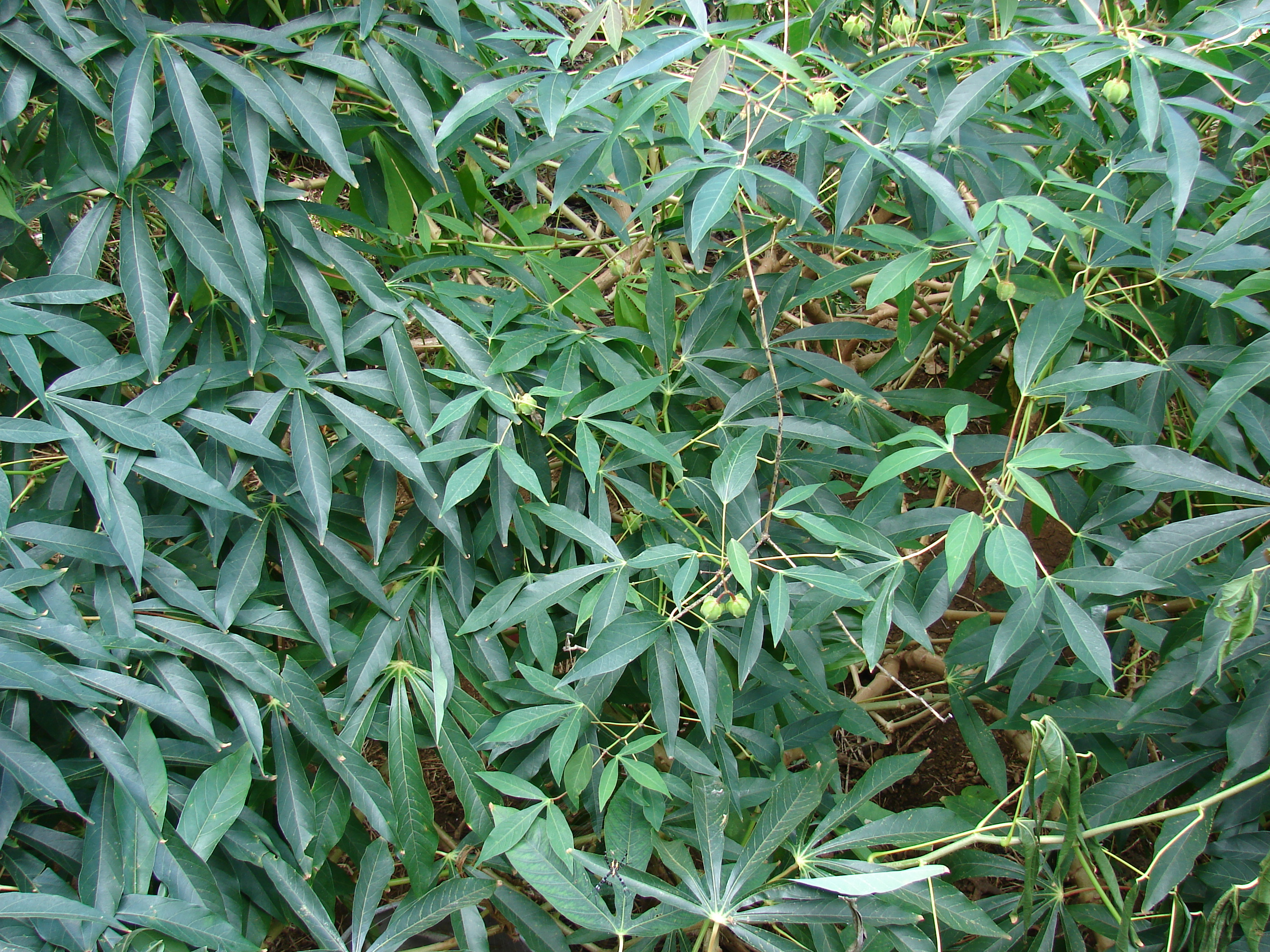
Maniok jadalny

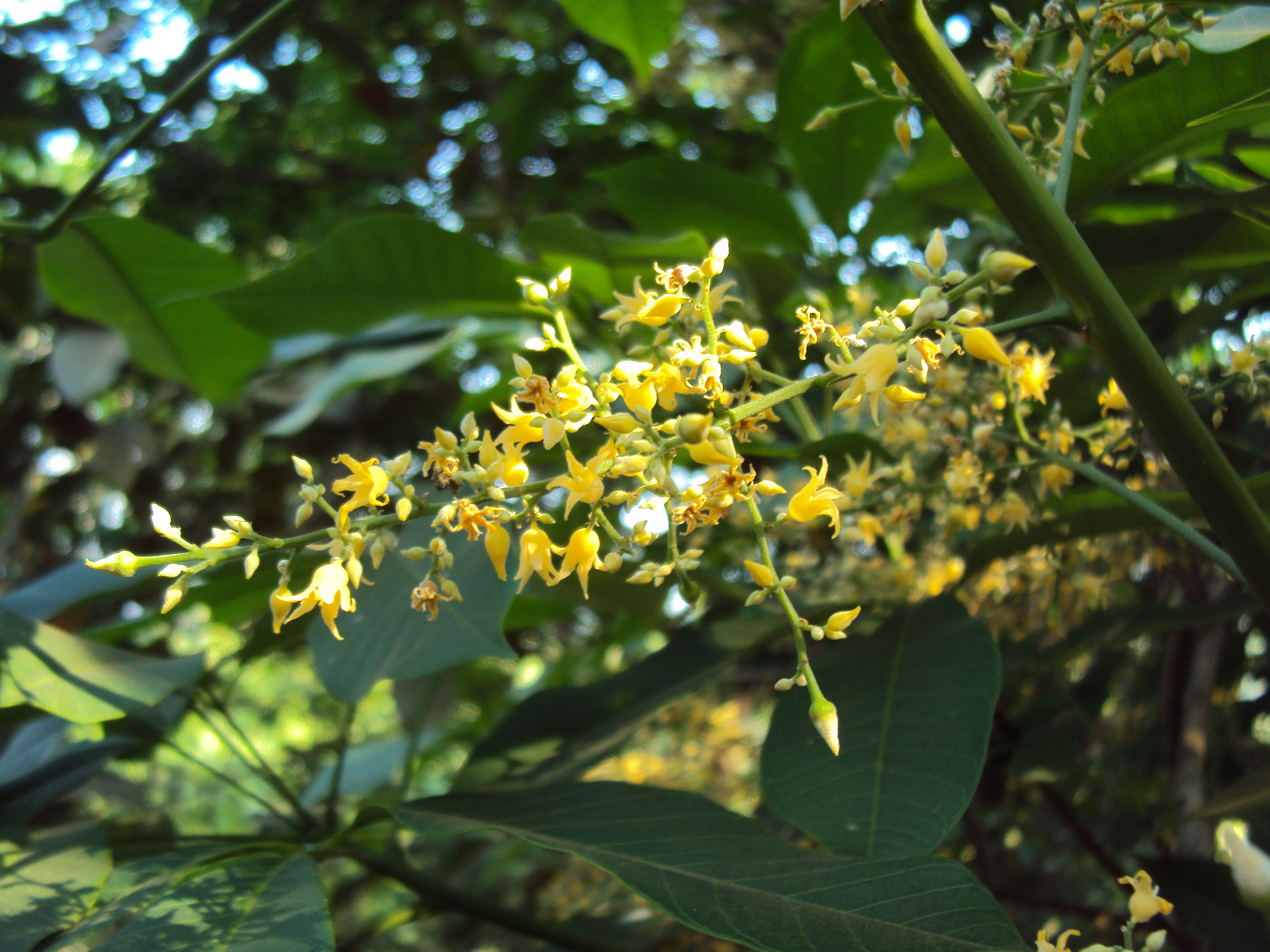
Kauczukowiec brazylijski

- Schinziophyton Hutch. ex Radcl.-Sm.

Plemię Trigonostemoneae
- Trigonostemon Blume

Podrodzina Euphorbioideae Burnett (ogromna większość gatunków (2420) należy do jednego rodzaju wilczomlecz Euphorbia i występuje na obszarze pod wpływem klimatu równikowego i umiarkowanego)
Plemię Euphorbieae
- Anthostema A. Juss.
- Calycopeplus Planch.
- Dichostemma Pierre
- Euphorbia L – wilczomlecz
- Neoguillauminia Croizat

Plemię Hippomaneae

- Actinostemon Mart. ex Klotzsch
- Adenopeltis Bertero ex A. Juss.
- Anomostachys (Baill.) Hurus.
- Balakata Esser
- Bonania A. Rich.
- Colliguaja Molina
- Conosapium Müll. Arg.
- Dalembertia Baill.
- Dendrocousinsia Millsp.
- Dendrothrix Esser
- Ditrysinia Raf.
- Duvigneaudia J. Léonard
- Excoecaria L.
- Falconeria Royle
- Grimmeodendron Urb.
- Gymnanthes Sw.
- Hippomane L.
- Homalanthus A. Juss.
- Mabea Aubl.
- Maprounea Aubl.
- Microstachys A. Juss.
- Neoshirakia Esser
- Pleradenophora Esser
- Pseudosenefeldera Esser
- Rhodothyrsus Esser
- Sapium Jacq.
- Sclerocroton Hochst.
- Sebastiania Spreng.
- Senefeldera Mart.
- Senefelderopsis Steyerm.
- Shirakiopsis Esser
- Spegazziniophytum Esser
- Spirostachys Sond.
- Stillingia Garden
- Triadica Lour. – smokrzyn

Plemię Hureae
- Algernonia Baill.
- Hura L. – łoskotnica
- Ophthalmoblapton Allemão

Plemię Pachystromateae
- Pachystroma Müll. Arg.

Plemię Stomatocalyceae
- Hamilcoa Prain
- Nealchornea Huber
- Pimelodendron Hassk.
- Plagiostyles Pierre

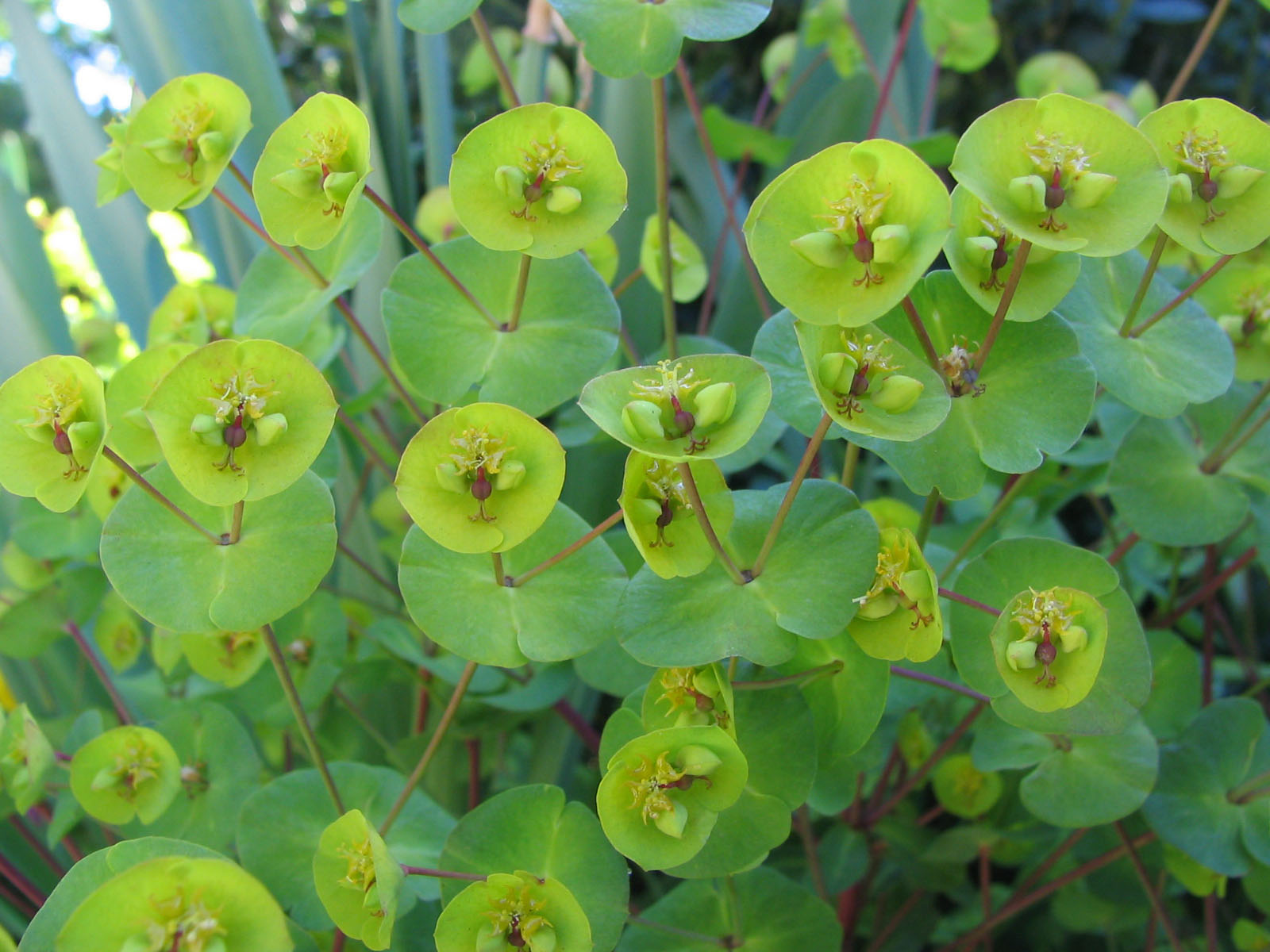
Zebrane w wierzchotkę cyjatia wilczomlecza migdałolistnego

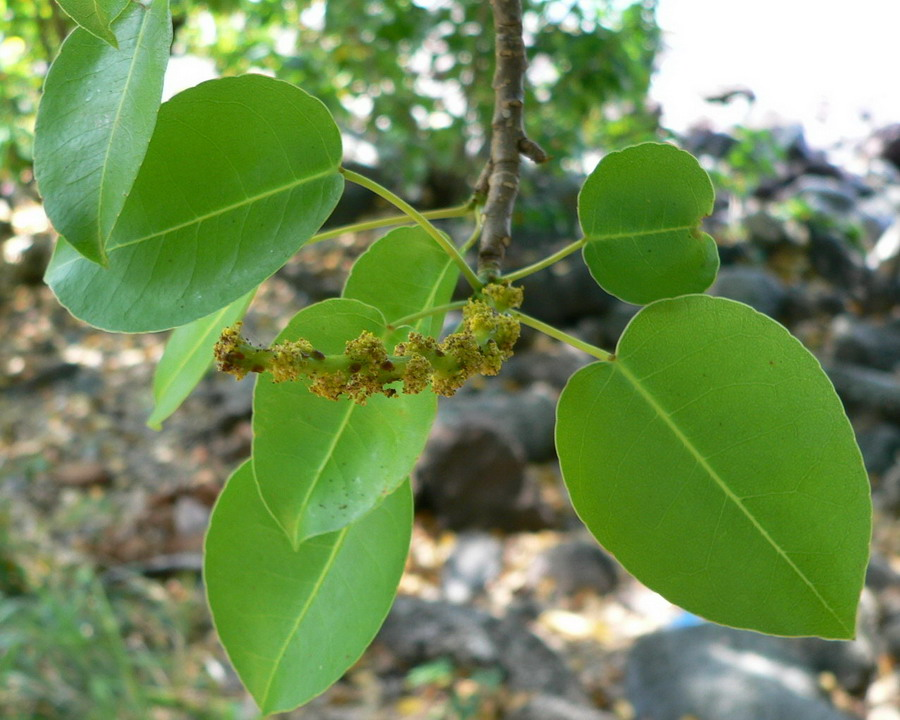
Hippomane mancenilla

Rodzaje nie zaklasyfikowane do plemion i podrodzin:
- Afrotrewia Pax & K. Hoffm.